# Revigny-sur-Ornain
Revigny-sur-Ornain è un comune francese di 3 210 abitanti situato nel dipartimento della Mosa nella regione del Grand Est.

## Società

### Evoluzione demografica
Abitanti censiti